# Filip Stojanović
Filip Stojanović (in serbo Филип Стојановић?; Belgrado, 19 maggio 1988) è un allenatore di calcio ed ex calciatore serbo, di ruolo centrocampista.